# Антињи ла Вил
Антињи ла Вил (фр. Antigny-la-Ville) насеље је и општина у источном делу централне Француске у региону Бургоња, у департману Златна обала која припада префектури Бон.
По подацима из 2011. године у општини је живело 116 становника, а густина насељености је износила 13,81 становника/km². Општина се простире на површини од 8,4 km². Налази се на средњој надморској висини од 450 метара (максималној 457 m, а минималној 406 m).

## Демографија
| 1962. | 1968. | 1975. | 1982. | 1990. | 1999. | 2011. |
| ----- | ----- | ----- | ----- | ----- | ----- | ----- |
| 145   | 146   | 139   | 125   | 94    | 105   | 116   |

График промене броја становника у току последњих година